# Fronteira Malásia–Singapura
A fronteira entre Malásia e Singapura é a linha que limita os dois países e consiste numa fronteira marítima nos estreitos de Johor, a sul da península da Malásia.
A delimitação desta fronteira marítima foi objeto de recurso junto do Tribunal Internacional de Justiça, feita conjuntamente em 24 de julho de 2003 pelos dois países. O diferendo diz respeito à ilha de Pedra Branca, às Middle Rocks (dois rochedos desabitados) e South Ledge, um baixio descoberto. Por um decreto de 23 de maio de 2008, o Tribunal Internacional de Justiça atribuiu Pedra Blanca a Singapura, as Middle Rocks à Malásia, e South Ledge ao estado em cujas águas territoriais se encontre (o Tribunal não emitiu mandatos para delimitar as águas territoriais correspodentes). 